# Rosemarie Landry
Pour les articles homonymes, voir Landry.
Rosemarie Landry (1946 - ) est une soprano canadienne, professeure de chant et spécialiste de diction et d'interprétation de l'art lyrique français.

## Biographie
Rosemarie Landry naît le 25 avril 1946 à Timmins, en Ontario, d'une famille acadienne originaire de Caraquet, au Nouveau-Brunswick,.
Elle obtient un baccalauréat en piano et en chant de l'Université de Montréal en 1969, une maîtrise en chant de l'Université Laval (Québec) en 1971 et un Artist Diploma en opéra de l'Université de Toronto en 1976. Elle a étudié sous Bernard Diamant (Montréal et Toronto), Pierre Bernac (Paris) et Margaret Harshaw (Bloomington, Indiana). Elle obtient de plus un doctorat honoris causa en musique de l'Université de Moncton en 1985, un doctorat honoris causa en lettres de l'Université York en 1991 et un doctorat honoris causa en lettres de l'Université Memorial de St John's, Terre Neuve.
Rosemarie Landry remporte le prix national de la Société Radio-Canada en 1976, dans la catégorie chant. En 1978, elle chante le rôle de Mrs. Gobineau auprès de Maureen Forrester dans une reprise télévisée de The Medium de Gian Carlo Menotti. Elle interprète le rôle de Mélisande dans Pelléas et Mélisande la même année. Elle chante aussi aux Shubertiades du Festival du printemps de Guelph, se produit avec le pianiste Dalton Baldwin à l'International Art Songs Festival de Princeton, aux États-Unis et fait une tournée dans les provinces maritimes avec Jane Coop. Elle se produit à nouveau à Princeton en 1982, toujours avec Dalton Baldwin. Ce dernier devient son collaborateur pour la plupart de ses représentations. En 1979, elle fait partie des premières représentations du Passagio de Luciano Berio en France et elle interprète la comtesse dans Les Noces de Figaro. Une grande partie de sa carrière se déroule au Japon où elle chante régulièrement en compagnie de Gérard Souzay et de Dalton Baldwin. Membre du Bath Chamber Ensemble, elle devient artiste en résidence à l'Université d'Oxford en compagnie du Quatuor Allegri.
Rosemarie Landry devient professeure à l'Université de Toronto en 1979 et à l'Université de Montréal en 1997.
Elle reçoit l'Ordre du Canada en 1990 pour sa carrière de cantatrice, pour son rôle d'ambassadrice de l'art lyrique auprès des Canadiens et de par le monde, ainsi que pour son engagement au sein d'organismes culturels de toutes sortes.
Son talent et son engagement lui ont valu les honneurs et les décorations suivantes :
- 1981 : Entrée dans l'Encyclopédie de Musique du Canada ;
- 1987 : Médaille du Cinquantenaire de la Vie française en Amérique ;
- 1988 : Doctorat honorifique en Musique - Université de Moncton ;
- 1989 : Entrée au "Who's Who of Women of Distinction" ;
- 1990 : Doctorat honorifique ès Lettres, York University, Toronto ;
- 1990 : Ordre du Canada ;
- 1990 : Médaille du jubilé de la Reine Elizabeth II [1]. ;
- 1992 : Médaille du 125e anniversaire de la Confédération canadienne ;
- 1995 : Chevalier de l'Ordre des Arts et des Lettres (France) ;
- 1996 : Doctorat honorifique ès Lettres, Memorial University, St John's, Terre Neuve ;
- 1997 : Prix d'Excellence, Conseil des Arts du Nouveau-Brunswick ;
- 1997 : Chevalier de l'Ordre de la Pléiade ;
- 1999 : Prix d'Excellence, Alliance française de Toronto ;
- 2001 : Prix Léger-Comeau, Société nationale des Acadiens ;
- 2002 : Prix Monfort, Arts de la Scène ;
- 2014 : Ruby Award, Opera Canada ;
- 2023 : Prix du Gouverneur-général pour les Arts du Spectacle, volet Musique classique.

Au cours des dernières années de sa carrière de chanteuse lyrique, elle donne des cours de maître en chant un peu partout au Canada, aux États-Unis et à travers le monde. Elle cumule en plus les responsabilités suivantes :
- 1988 - 90 et 96 : Animatrice principale - TV Ontario, Programmes de musique classique et de danse. ;
- 1990 : Présidente - Campagne de levée de fonds, Revue Acadienne "Ven'd'est". ;
- 1990 - 93 : Membre - Comité aviseur sur la musique, Conseil des Arts du Canada ;
- 1990 - 2007 : Directrice artistique - "Les Concerts classiques", Festival Acadien de Caraquet, N.-B. ;
- 1993 : Présidente d'honneur, Festival Acadien de Caraquet, N.-B. ;
- 1993 - 94 : Présidente - Campagne de levée de fonds, Festival Acadien de Caraquet, N.-B. ;
- 1993 : Co-présidente, Campagne de levée de fonds "Les paniers de Noël", parrainée par la Société Radio-Canada et Le Centre francophone de Toronto ;
- 1993 - 2003 : Membre - Comité artistique, Les Jeunesses musicales du Canada ;
- 1993 - 1996 : Membre du Conseil d'administration, Conseil des Arts de l'Ontario ;
- 1995 - 1997 : Membre de la Direction, Fondation du Conseil des Arts de l'Ontario ;
- 1996 - 2002 : Membre du Conseil d'administration, Centre national des Arts (CNA), Ottawa ;
- 2002 - 2008 : Membre du Conseil, Orchestre de la Francophonie ;
- 2002 - 2004 : Membre du Comité consultatif, Office national du Film (ONF) ;
- 2004 - présent     : Membre du Conseil, Fondation Sylva-Gilber, Ottawa ;
- 2008 : Présidente d'honneur, Campagne de levée de fonds, Centre culturel de Caraquet, N.-B. ;
- 2009 - présent  : Membre du Conseil, Institut canadien d'Art vocal (ICAV).

On recherche son expertise en enseignement du chant et sa spécialité de renommée internationale en diction et en interprétation de l'art lyrique français lui vaut des invitations dans des endroits de prestige tels :
- Le Conservatoire supérieur national de musique et de danse de Paris ;
- Le Conservatoire supérieur national de musique et de danse de Lyon ;
- La Juilliard School of Music de New York ;
- Le International Vocal Art Institute (IVAI) - New York, Tel Aviv et Montréal ;
- L'Université MCGill, Montréal ;
- L'Université de Cracovie, Pologne ;
- Le Conservatoire de Toronto ;
- Le Conservatoire de Beijing, Chine ;
- Le conservatoire de Bogota, Colombie ;
- Le Conservatoire d Reykjavik, Islande ;
- Le Conservatoire de Hong Kong ;
- La Canadian Opera Company (COC), Toronto ;
- Japon - Universités et Collèges spécialisés en musique ;
- L'Université de Toronto ;
- L'Université York, Toronto ;
- L'Université d'Oxford, Royaume-Uni ;
- Le Vancouver International Song Institute (VISI) ;
- L'Université de Leeds, Royaume-Uni ;
- L'Université de Nottingham, Royaume-Uni.